# Тушино (метеостанция)
Метеостанция 2-го разряда Тушино (М-2 Тушино) — дополнительная и информационная метеостанция Москвы. Синоптический индекс — 27619.
Относится к сети ФГБУ «Центральное УГМС». Данные этой станции используются для характеристики фактической погоды на северо-западе Москвы, тем не менее не являются официальными при характеристике климата города.

## История
Станция открыта вторично с 01 декабря 1986 года приказом Росгидромета. Станция приступила к регулярным наблюдениям с 01 января 1987 года.
В настоящее время «Тушино» является одной из трёх действующих метеостанций Москвы (наряду со станциями «Балчуг» и «ВВЦ»). За последние 80 лет XX века на станции «Тушино» однажды зафиксировала абсолютный минимум температуры: -47 °C.
Метеостанция ведёт работу с прикреплённым метеорологическим постом Москва, Измайлово.

## Местоположение
Метеостанция располагается на северо-западе города, на береговом склоне Бутаковского залива Химкинского водохранилища. Площадка не соответствует требованиям руководящих документов по размещению метеостанции, согласно которым метеорологическая площадка должна быть удалена от зданий и деревьев не менее чем на 10-кратное значение их высоты (): приборы и оборудование затеняют высокие деревья, из-за чего параметры ветра и температуры воздуха сильно занижены.
Географические координаты: 55°52'41" с.ш. 37°26'10" в.д.
Высота над уровнем моря: 167 м.
- Помещение метеостанции
- Метеорологическая площадка
- Рабочее место метеоролога на М-2 Тушино
- Автоматический Метеорологический Комплекс на М-2 Тушино